# Antena T2FD

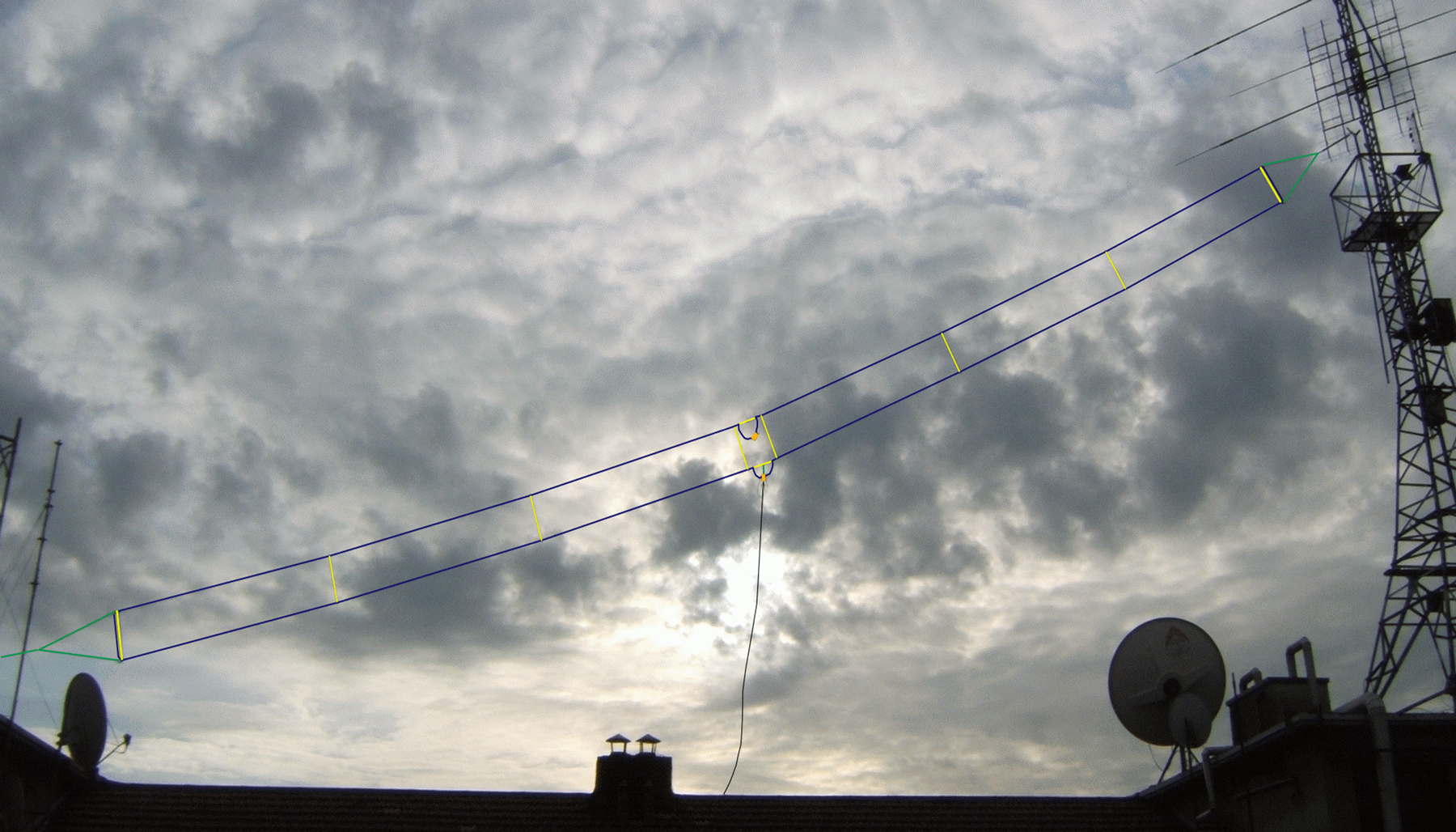
20-metrowa antena T2FD

Antena T2FD (ang. tilted terminated folded dipol) – dipol pętlowy z rezystorem obciążającym, nachylony do ziemi pod kątem około 30°.
Jest to antena szerokopasmowa, stosunek częstotliwości skrajnych wynosi 1:5. Przy optymalnym kącie nachylenia 30° (dopuszczalny 20 do 40°) antena ma charakterystykę dookolną, choć nie kołową. Pod względem zysku kierunkowego odpowiada dipolowi półfalowemu. Zasilana jest przewodem symetrycznym o impedancji 300-600 Ω. Moc bezindukcyjnego rezystora obciążającego powinna być nie mniejsza niż 35% mocy doprowadzonej do anteny, a jego rezystancja równa wartości impedancji linii zasilającej.
Stosowana jest przez służby zawodowe i radioamatorów na falach krótkich.